# Athanasia minuta
Athanasia minuta là một loài thực vật có hoa trong họ Cúc. Loài này được (L.f.) Källersjö mô tả khoa học đầu tiên năm 1991.